# Fahrradfabrik V. Chr. Schilling
Fahrradfabrik V. Chr. Schilling fu un costruttore tedesco di automobili.

## Storia
La società di Suhl iniziò nel 1903 sotto la direzione di Viktor Christian Schilling con la produzione di automobili. La marca utilizzata fu Schilling e VCS. Nel 1906-1907 la produzione finì.

## Autoveicoli
All'inizio costruì il modello Liliput della Süddeutschen Automobil-Fabrik Gaggenau su licenza. Per la trazione veniva usato un motore Fafnir-Werke con potenza 6 HP o 8 HP. Inoltre vi fu il Modell 6/12 PS. Un motore quattro cilindri Fafnir, lo stesso della Omnimobil, fu utilizzato.